# Фрима Еџимен
Фрима Еџимен (енгл. Freema Agyeman; 20. март 1979) је британска телевизијска и филмска глумица.
Еџименова је најпознатија по улози Алеше Филипс у серији Ред и закон: УК и Марте Џоунс у серијама Доктор Ху и Торчвуд.